# Blaster (Blade Runner)
Blaster, traducida ocasionalmente como bláster, es el nombre del arma corta ficticia que emplean principalmente los policías blade runners en la franquicia de ciencia ficción Blade Runner. La más conocida es la llamada «LAPD 2019 Blaster», que es usada por Rick Deckard (Harrison Ford) tanto en el primer film de la saga, Blade Runner (1982), como en el segundo, Blade Runner 2049 (2017).

## Modelos

### LAPD 2019 Blaster
El Blaster que emplea Rick Deckard en Blade Runner, conocido entre otros nombres como «LAPD 2019 Blaster», «PKD», «2019 Detective Special» o «M2019 Blaster», fue creado por el jefe de utilería Terry Lewis y su equipo siguiendo las indicaciones de Ridley Scott. Para construirlo se usaron un cañón seccionado, el cerrojo y los dos gatillos de un fusil Steyr Mannlicher Modelo SL y varias piezas de un revólver Charter Arms Bulldog. Fue equipado además con una empuñadura translúcida de color ámbar y seis luces LED, aunque no todas funcionaron durante la producción. A pesar de que Syd Mead desarrolló un primer diseño preliminar de un arma que dispararía una especie de rayo negro, este concepto fue descartado debido a que el director Ridley Scott quería algo más realista. El efecto de sonido de la pistola Blaster fue ligeramente modificado por Scott para la versión del film denominada Final Cut (2007). El arma es usada principalmente por Rick Deckard (Harrison Ford) en Blade Runner (1982) y su secuela, Blade Runner 2049 (2017), aunque también es portada por el blade runner Dave Holden y varios miembros del Departamento de Policía de Los Ángeles en la primera película. Además, el Blaster de Deckard llega a ser disparado por la replicante Rachael (Sean Young) y el blade runner K (Ryan Gosling) en el primer y el segundo film respectivamente.

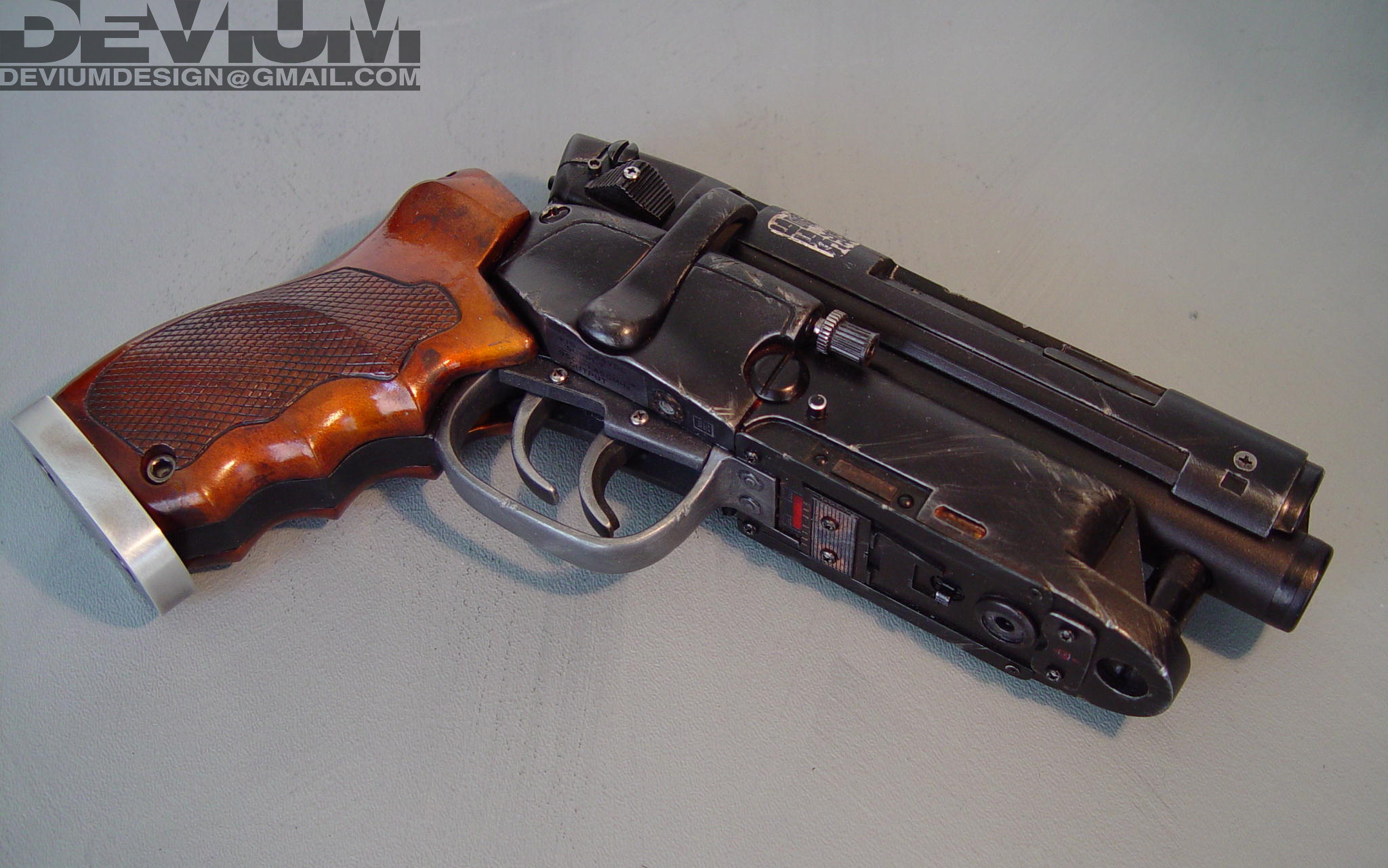
Otra réplica del Blaster de Rick Deckard.

El arma original usada por Harrison Ford en la primera película estuvo en posesión del productor Jeff Walker hasta 2009, cuando fue vendida en una subasta de Profiles in History por 225.000 dólares, aunque en 2012 fue adquirida por el coleccionista privado Dan Lanigan por un precio de 270.000 dólares. Algunas de las copias que se usaron en el rodaje están expuestas en diferentes lugares, como el Science Fiction Museum and Hall of Fame de Seattle. Se han manufacturado además numerosas réplicas no oficiales del Blaster de Rick Deckard bajo diferentes nombres, y ha sido igualmente recreado para varios videojuegos, como Blade Runner (1997), Fallout (1997), Fallout 2 (1998), Fallout: New Vegas (2010), Hot Dogs, Horseshoes & Hand Grenades (2016), Blade Runner 2049: Memory Lab (2017) o Blade Runner: Revelations (2018).

### LAPD 2049 Blaster
En la segunda película, Blade Runner 2049, el blade runner K (Ryan Gosling) emplea el modelo «LAPD 2049 Blaster», diseñado por el jefe de utilería Doug Harlocker y su equipo. En esta versión no se utilizaron piezas de armas reales, usándose CGI para los efectos de disparos. El arma posee una luz LED y simula el ciclo de disparo usando un electroimán conectado al gatillo.

### 2049 Blaster
«2049 Blaster» es el nombre con el que ocasionalmente se conoce al Blaster de dos cañones que emplea la replicante Luv (Sylvia Hoeks) en Blade Runner 2049.

## Otras armas de la franquicia
El replicante Leon Kowalski (Brion James) emplea una COP .357 Derringer para disparar al blade runner Dave Holden durante el test Voight-Kampff al inicio de la película de 1982. El arma se modificó para que disparase dos cañones al mismo tiempo, para proporcionar así un destello más dramático, y se agregó además un efecto de sonido a la banda sonora para que pareciera más futurista.